# Волжский трамвай
Во́лжский трамва́й — трамвайная система в Волжском Волгоградской области, открытая 30 декабря 1963 года.
Эксплуатируется организацией АО «Волжская автоколонна № 1732».
Проезд сто́ит 50 рублей. 

## История
История волжского трамвайного хозяйства началась в 1963 году. Тогда в период строительства химкомплекса было необходимо обеспечить постоянную транспортную связь жилых районов города с заводами. Идеальным вариантом решения этой задачи стало строительство трамвайной линии.
Первым днем работы предприятия считается 30 декабря 1963 года. На линию вышли сразу 25 немецких трамваев, которые состояли из моторного, прицепного вагонов и вмещали сразу по 160 человек. Волжский стал единственным городом в СССР, где трамвайное движение открыли новые вагоны Gotha T-2-62 (В2-62). Один из сохранившихся таких экспонатов стал настоящей достопримечательностью города: напротив волжского депо был установлен памятник первому трамваю «Gotha T57»,который был впоследствии перенесен на трамвайную развязку возле Оптовой базы. В России таких монументов единицы.
Первый двухпутный маршрут протяженностью 11,5 км пролегал от улицы Логинова до завода синтетического волокна. Водителями трамваев стали добровольцы из числа рабочих завода. Они прошли переобучение в Волгограде, переняли опыт коллег в комплектовании узлов контактной сети, подстанций, монтаже контактной линии. Первым директором трамвайного управления стал Алексей Андреевич Ерфорт.
Сегодня трамвайная система Волжского состоит из кольцевой линии, от которой отходят три ветки — одна в глубь промзоны, две другие — по мостам через железную дорогу Волгоград — Астрахань в жилую часть Волжского. Отличительной особенностью является то, что большая часть сети находится в промзоне. Общая протяженность путей — 71 км.

## Список маршрутов
На 1 марта 2023 года в Волжском работало семь маршрутов, три из которых временно приостановлены на время ремонта путепровода:

### Действующие

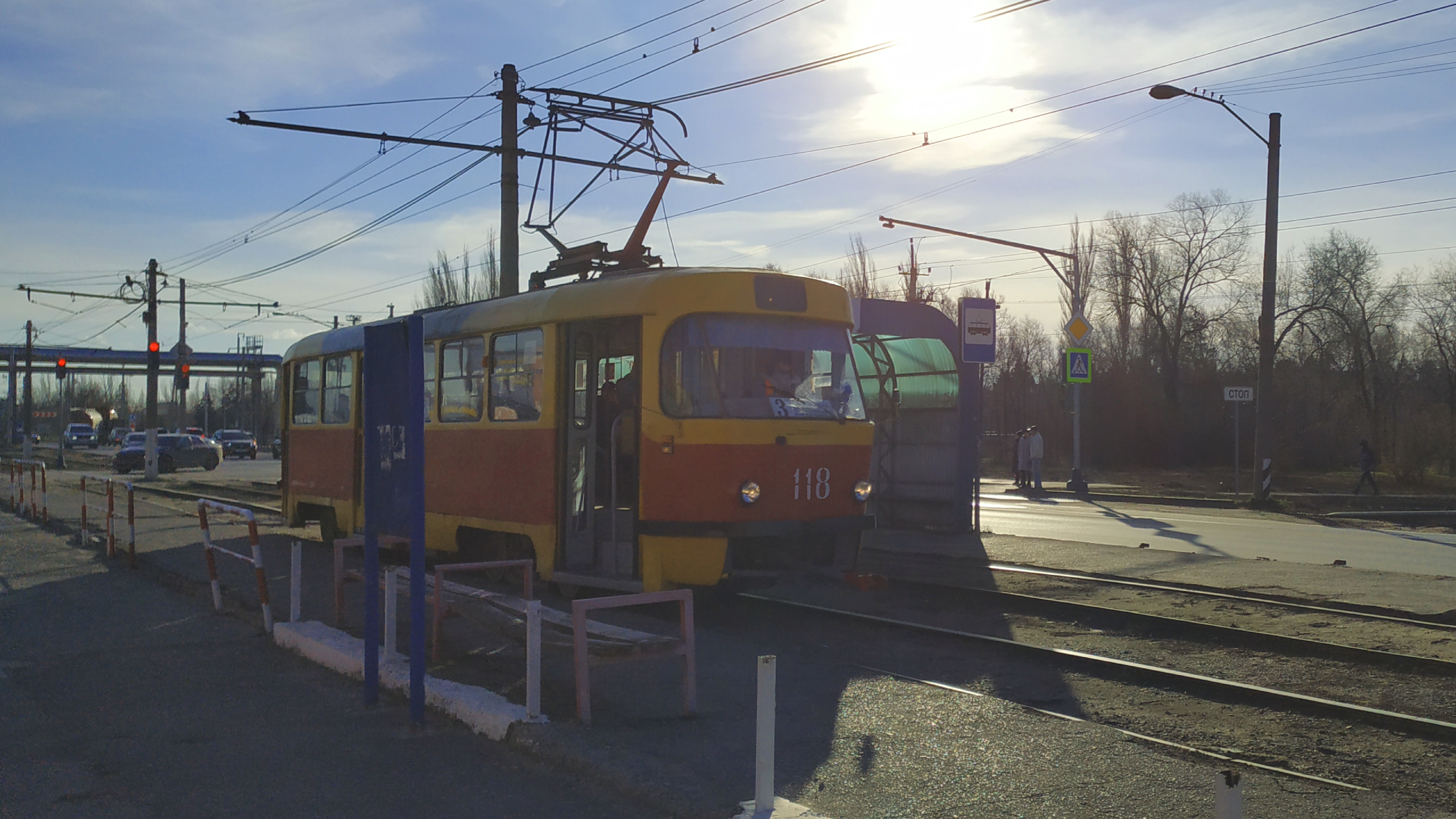
Трамвай Tatra T3 на маршруте № 3 (остановка «ул. Пушкина»)

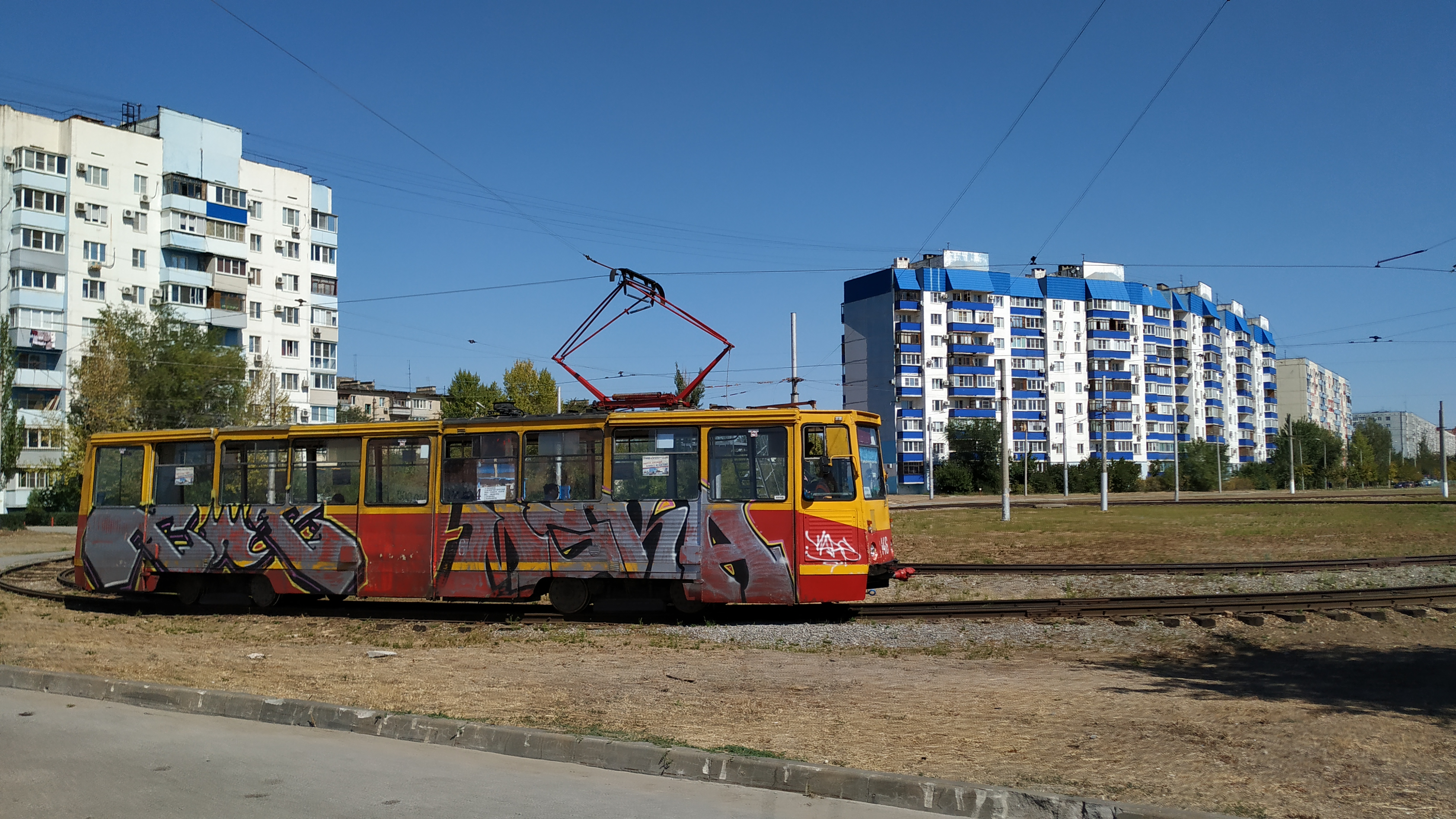
Трамвай 71-605 на маршруте № 4 (разворотное кольцо «ул. генерала Карбышева»)

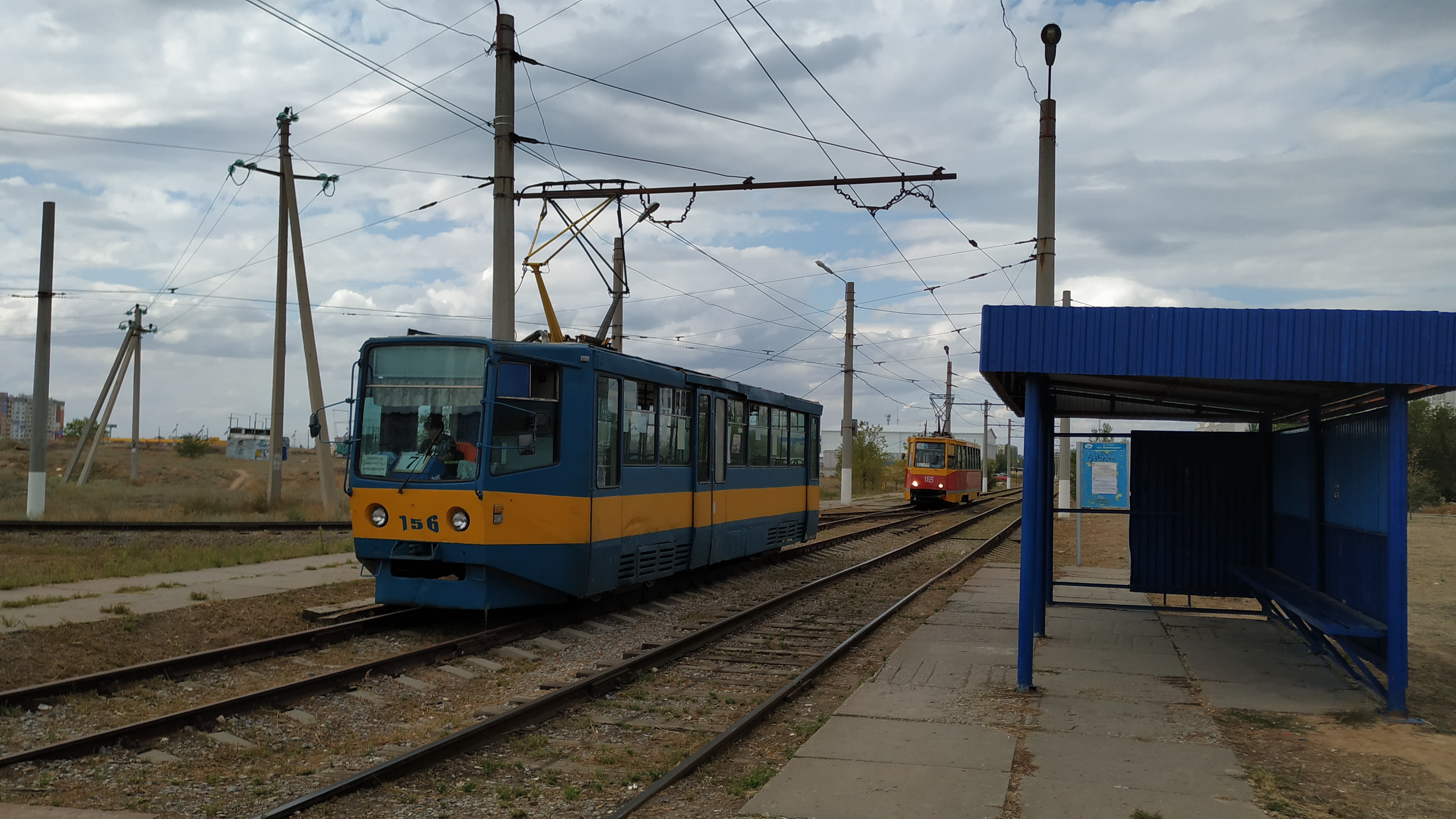
Трамвай 71-611 на маршруте № 7 (разворотное кольцо «ул. Оломоуцкая»)

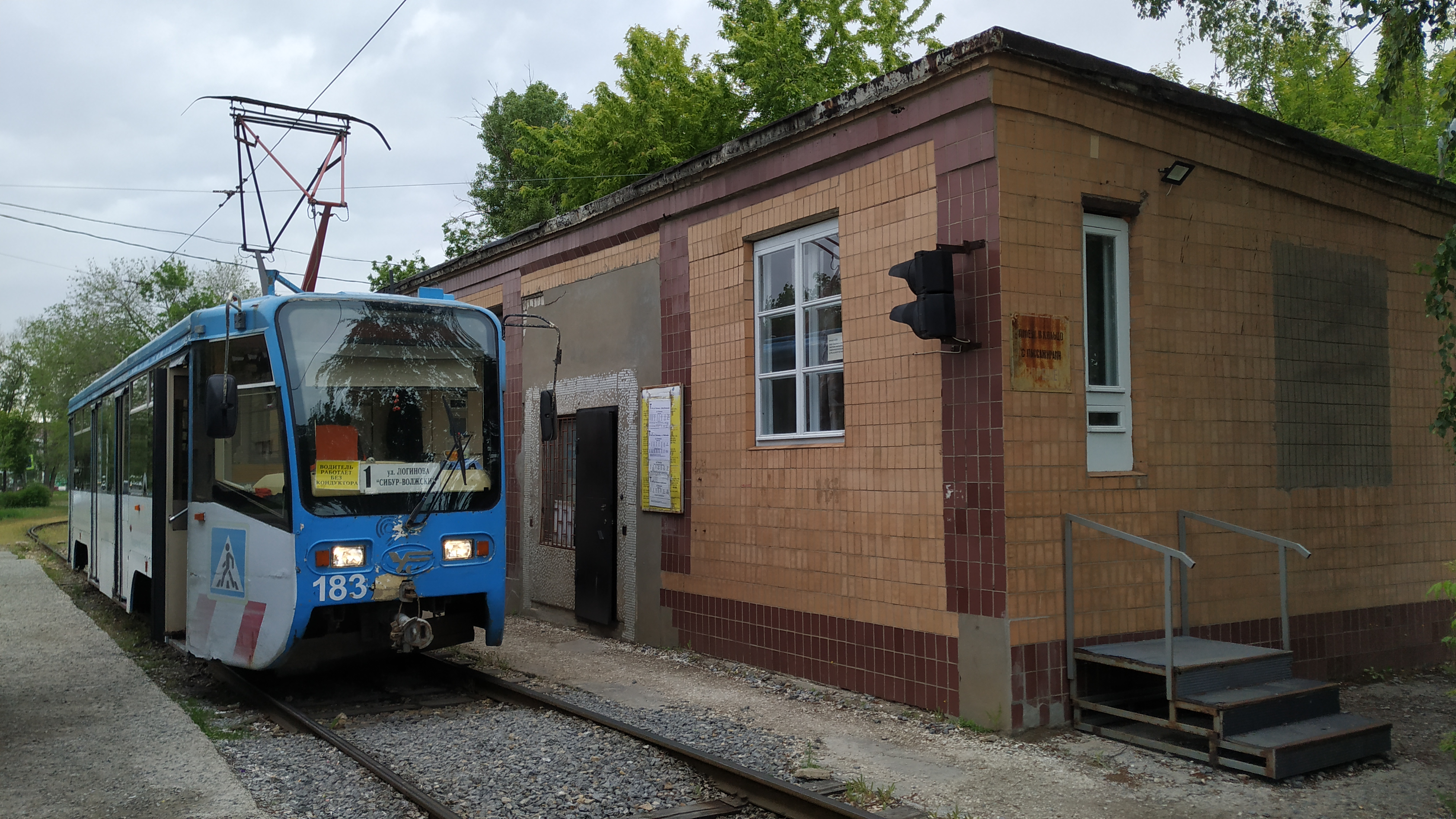
Трамвай 71-619 на маршруте № 1 (разворотное кольцо «ул. Логинова»)

| Трамвайные маршруты |                 |                  | |                      |                                |
| №                   | Конечные пункты | Конечные пункты  | Остановки по маршруту | Открытие             | Примечание                     |
| 1                   | Улица Логинова  | Сибур-Волжский   | Общежитие — Ленинградская улица — Комсомольская улица — Коммунистическая улица — Школа РОСТО — Улица Пушкина — Завод Поршень — ВМЭС — Торговая база — МебельМолл — Универсальный рынок — ВПЗ-15 — ГСК Сокол — Комплекс Бирюза — Трубный завод — ТПЦ-2 — Трамвайное депо — УТЭП — ТЭЦ-1 — Завод Эктос-Волга — Шинный завод — Механический завод | 30 декабря 1963 года |                                |
| 2                   | Посёлок Рабочий | Оргсинтез        | Проспект Ленина — Улица Королёва — Клуб Ровесник — Площадь Карбышева — Волжский политехнический институт — Улица Химиков — ВПЗ-15 — ГСК Сокол — Комплекс Бирюза — Трубный завод — ТПЦ-2 — Трамвайное депо — УТЭП — ТЭЦ-1 — Завод Эктос-Волга — Шинный завод — Механический завод — Сибур-Волжский — ВНТК — РШРЗ — База Минстроя — Почтовый ящик — Учебный центр — Подсобное хозяйство                                                                       | 28 марта 1968 года   | Работает только по будням дням |
| 2А                  | Посёлок Рабочий | Сибур-Волжский   | Проспект Ленина — Улица Королёва — Клуб Ровесник — Площадь Карбышева — Волжский политехнический институт — Улица Химиков — ВПЗ-15 — ГСК Сокол — Комплекс Бирюза — Трубный завод — ТПЦ-2 — Трамвайное депо — УТЭП — ТЭЦ-1 — Завод Эктос-Волга — Шинный завод — Механический завод | 25 октября 1972 года |                                |
| 3                   | Улица Логинова  | Посёлок Рабочий  | Общежитие — Ленинградская улица — Комсомольская улица — Коммунистическая улица — Школа РОСТО — Улица Пушкина — Завод Поршень — ВМЭС — Торговая база — МебельМолл — Универсальный рынок — Улица Химиков — Волжский политехнический институт — Площадь Карбышева — Клуб Ровесник — Улица Королёва — Проспект Ленина | 1 июля 1976 года     |                                |
| 4                   | Улица Логинова  | Улица Карбышева  | Общежитие — Ленинградская улица — Комсомольская улица — Коммунистическая улица — Школа РОСТО — Улица Пушкина — Завод Поршень — ВМЭС — Торговая база — МебельМолл — Универсальный рынок — ВПЗ-15 — ГСК Сокол — Комплекс Бирюза — Трубный завод — ТПЦ-2 — Трамвайное депо — ККЦ (Гаражи Лада) — Жилгородок / Овощевод — Ботаника — ТПЦ-3 — Промплощадка ЭВТ — ЭСПЦ — РМЦ-2 — Изопан — Пивзавод — Улица Пушкина — Улица Мира — Улица Дружбы                    | 1 марта 1991 года    |                                |
| 4А                  | Улица Логинова  | Оломоуцкая улица | Общежитие — Ленинградская улица — Комсомольская улица — Коммунистическая улица — Школа РОСТО — Улица Пушкина — Завод Поршень — ВМЭС — Торговая база — МебельМолл — Универсальный рынок — ВПЗ-15 — ГСК Сокол — Комплекс Бирюза — Трубный завод — ТПЦ-2 — Трамвайное депо — ККЦ (Гаражи Лада) — Жилгородок / Овощевод — Ботаника — ТПЦ-3 — Промплощадка ЭВТ — ЭСПЦ — РМЦ-2 — Изопан — Пивзавод — Улица Пушкина — Улица Мира — Улица Дружбы — Парк Новый город | 1 июля 2005 года     |                                |
| 7                   | ТЭЦ-1           | Оломоуцкая улица | Завод Эктос-Волга — Шинный завод — Механический завод — Сибур-Волжский — Промплощадка ЭВТ — ЭСПЦ — РМЦ-2 — Изопан — Пивзавод — Улица Пушкина — Улица Мира — Улица Дружбы — Парк Новый город | 2 декабря 2004 года  |                                |

### Закрытые
- 5: (Открыт 1 апреля 1993 года, закрыт с 1 января 2014 года[3])

ТЭЦ-1 — Завод Эктос-Волга — Шинный завод — Механический завод — Сибур-Волжский — Промплощадка ЭВТ — ЭСПЦ — РМЦ-2 — Изопан — Пивзавод — Улица Пушкина — Улица Мира — Улица Дружбы — Улица Карбышева
- 6: (Закрыт с 1 марта 2007 года. Вплоть до 09 января 2018 года по этому направлению совершались заказные рейсы по будням дважды в день[4])

Оломоуцкая улица — Парк Новый город — Улица Дружбы — Улица Мира — Улица Пушкина — Пивзавод — Изопан — РМЦ-2 — ЭСПЦ — Промплощадка ЭВТ — ВНТК — РШРЗ — База Минстроя — Почтовый ящик — Учебный центр — Подсобное хозяйство — Оргсинтез